# Историја филма
Филм, као најмодернија уметност у великој мери зависи од науке и технологије. Настаје и развија се у уској вези са развојем индустријске технологије, оптичке илузије и тежњом за представљање покрета. Праисторија филма је лавиринт открића, изума, парцијалних решења и многих неуспеха. Нека од њих су била случајна, друга су дошла као резултат паралелних истраживања у науци и технологији, али врло мало решења је стигло из наменских истраживања у циљу представљања покретне слике. Почеци филма се одвијају по закону еволуције, где сваки нови механизам или откриће покреће нови талас покушаја и експеримената. У неким случајевима ради се о рекреативној намери, а у другим циљеви и намере су чисто научне природе. Већина истраживача и зачетника филма су посматрали покретну слику као научни инструмент, који ће помоћи научницима да лакше схвате своја научна истраживања. Луј Лимијер је једном изјавио: „моје дело је увек било оријентисано према научним истраживањима. Никада се нисам идентификовао са оним што се зове продукција“.

## Камера опскура
Прве скице камере опскуре скицирао је и описао још 1500. године Леонардо да Винчи. То је била примитивна кутија од дасака с рупицом на једној страни, а унутар кутије (сандука) налазила се свећа која је исијавала светло кроз рупицу, те ако се испред ње ставио неки предмет, могла се на зиду пратити пројекција тог предмета.

## Пројекциони уређаји
Пре тога познати су принципи данашње пројекције у старој Кини. Била је то пројекција сенка на празном белом платну, окренутом према публици. Прве спознаје о проласку светлости кроз прозирне предмете описао је 1589. године Ђијамбатиста дела Порта. Он је на стакло уцртавао слова и слике, те их окретао према сунцу и проматрао сене на поду. Била је то претеча тзв. Чаробне светиљке познатије у историји као „Laterna Magica”. Немачки свештеник, физичар и математичар Атанасије Кирхер у 17. веку конструирао је уређај помоћу којег је ноћу пројектовао слике на супротној згради, на коју је ставио већи папир. Извор светла била је обична свећа. А да би добио оштру слику, испред цртежа је ставио сочиво. Оваква направа је код људи изазвала страх и панику. Холанђанин Кристијан Хајгенс развио је 1659. године изум који је имао све основне елементе савремене пројекционе машине – латерну магику.
Сличну направу конструисао је Данац Томас Валгенстајн, такође у то време. Историчари још нису установили коме треба дати приоритет. Отворено је питање да ли је Валгенстајн копирао Хајгенсов изум. Наиме, сачувани су једино документи о изуму Хајгенса. Кирхер је први темељито описао латерну магику, а скицу је 1690. објавио Клод Ф. М. Дешал.

## Покретне слике
Ове слике су заправо биле непокретне, али ипак имају велико значење, јер је изумљена пројекција. Године 1800, Белгијанац Гаспер Робертсон изумео је уређај који назвао фантаскоп. Овај је уређај снимке показивао као позадинске пројекције, а гледаоце је задивио покретном сликом, коју је постизао тако да је пројектор приближавао или удаљавао од пројекцијског платна. Ако се томе дода да је међу првима слику попратио тонским компонентама, те да је одржао бројне успеле пројекције у Паризу, Будимпешти и Бечу, постаје јасно шта је фантаскоп значио за оно време.

## Серијска фотографија
Од 1874. – 1894. године траје раздобље хронофотографије или фотографије у времену, која је претеча данашње кинематографије. Тако је 1874. године француски астроном Пјер Жансен конструисао фотографски „револвер” који једним окидањем бележи 48 снимака у низу.
Мајстором серијске фотографије сматра се Едвард Мајбриџ који је овај систем фотографије употребио као средство анализе покрета животиња и људи. Најпознатији је његов експеримент из 1867. године с 24 фото-апарата, један до другога, које је поставио попречно на смер кретања коња. Поставио је конопце чије је крајеве повезао с окидачима фотоапарата. Како је коњ пролазио и трзао конопце, редом је покретао окидач на фото-апарату и вршио самоснимање. Резултат су биле фотографије коња у временским интервалима, што је доказало да коњ док трчи у неким тренуцима не додирује тло. Немачки фотограф Отомар Аншуц између 1885. и 1894. развија тахископ који би се могао у слободном жаргону звати „електричним брзогледачем”. Снимци су се монтирали на велике округле плоче које се посматрају на посебној направи тахископу, који у тренутку када се појединачна слика нађе пред отвором за репродукцију, окида електричну бљескалицу, те слика буде осветљења са стражње стране. У почетку, такве снимке могао је гледати само један човек, док се неколико година касније након усавршавања није добила димензија од 6x8 метара. Тај је изум представљен у Берлину 1894. године.
Неколико година раније, односно 1889. године Џорџ Истман проналази целулоидну подлогу.

## Кинематоскоп
Луј Ле Принс је конструисао прву филмску камеру, а исте године Енглез Вилијам Фриз, израђује камеру за филм ширине 100 mm.
Следеће значајно име је Томас Алва Едисон, који је 1888. године пријавио уређај кинематоскоп, а сам патент је јавно презентиран тек четири године касније. Тај уређај је први пројектор који је познат у историји филма. Међутим, Едисон је за кинематографију познат и по чињеници да је користио филм ширине 35 mm, који је и данас професионални и најраширенији филмски формат.

## Први филм
Први филм настао је пре више од стотину година. Филм је био нем и црно-бели. Његови творци су браћа Лимијер. Први филм приказан је у Паризу, 28. децембра 1895. године. Трајао је свега 50s и представљао је долазак воза на железничку станицу. Приликом пројекције људи су, видевши да им воз иде у сусрет, почели да вриште и беже по сали, не знајући да је то само пројектовано на платну. Исти филм је у Србији приказан шест месеци касније, 1896. године у кафани браће Савић код зграде Албаније, „Код златног крста“.
За прво српско филмско остварење проглашен је филм под називом Живот и дела Бесмртног Вожда Карађорђа у режији Чича Илије Станојевића.

## Доба немог филма и долазак звука
Звезде немих филмова су умеле да се изражавају без речи, користећи руке и изразе лица на помало пренаглашен начин. Открићем звучних филмова 1927. године све се променило. Многи глумци који су имали изражен страни нагласак или пискаве гласове остали су без посла, као на пример Џон Гилберт (1899 – 1936), неприкосновена звезда немог филма или Пољакиња Пола Негри (1897 – 1987). Многи филмски уметници снимали су прво слику, а звук додавали накнадно. Касније су се досетили да микрофоне сакрију у декору, али је и та идеја имала један пропуст, глумци нису смели много да се померају. Тек кад су микрофоне окачили о нарочите пецаљке које микромани померају, као што се и данас ради, звучни филмови су снимани без тешкоћа.

## Унапређење филмске индустрије
У почетку, филмови су били кратки, неми (безвучни) и црно-бели. Унапређењем технологије, унапређен је и филм. Крајем 20. века настали су први филмови савремене технологије који делује реалније у односу на њихове претходнике. У тешким и опасним сценама ангажовани су каскадери, а експлозије су намештене помоћу специјалних ефеката. У постпродукцији су неки делови компјутерски обрађивани. Тако је филм унапређен и модернизован. Један од првих оваквих филмова је "Кинг Конг" (1933.) у коме је лутка гориле величине 60 cm анимацијом и рачунарском обрадом изгледала већа од Њујоршких солитера.

## Филм као уметност
За филмску је уметност заслужан и Макс Складановски који је камером, коју је конструирао 1892, снимио први филм и пројектовао га 1895. године у Берлинском врту уз помоћу уређаја, биоскопа. Пројектор се у доста детаља разликовао од оног Едисоновог, али значајна је чињеница да за разлику од Едисоновог кинематоскопа, Складановскијев биоскоп је могло гледати пуно људи истовремено. Рођенданом кинематографије сматра се 28. децембар 1895. године када су браћа Лимијер (Август и Луј) својим универзалним уређајем „кинематографом” који је служио као камера и пројектор, одржали у париском Гранд Кафеу прву пројекцију својих филмова. Од тога дана почиње многобројно усавршавање филмских камера и пројектора. 
Ако се занемаре Диксонови рани експерименти са звуком (1894), филм је био чиста ликовна уметност немих покретних слика кроз цео 19. век и почетак 20. века, када се јављају и први покушаји стварања наративне структуре уз помоћ повезаних сцена. Касније су сцене разломљене на више кадрова различитих дужина и планова. Покрет камере је додат касније како би се појачала драматика филмске приче. Како публика не би у потпуној тишини гледала филмове, власници позоришта и филмских дворана су често ангажовали пијанисте или оргуљаше, па чак и цели оркестар, који су изводили музику која је пратила радњу и атмосферу у филму. Већ почетком 1920-их већина филмова је долазила с припремљеним музичким нотним записом, или с целокупном филмском музиком за филмове велике продукције.
Развој европског филма је прекинут почетком Првог светског рата, у исто време када је у САД започео развој филмске индустрије у Холивуду, захваљујући пре свега иновацијма Дејвида В. Грифита у филмовима Рађање једне нације (1915) и Нетрпељивост (1916). Током 1920-их, су европски режисери, као Сергеј Ајзенштајн, Ф. В. Мурнау, и Фриц Ланг, заједно с Европљанима у САД (Чарли Чаплин, Бастер Китон и др), сустигли америчку кинематографију и наставили њен развитак. Тада су започета истраживања технологије спајања звучног записа говора, музике и звучних ефеката с филмском акцијом, чиме је настао звучни филм. 
Следећи корак био је развој филма у боји, или тзв. „природног филма“. Иако је звучни филм јако брзо заменио неми, филм у боји је прихваћен постепено с развитком технологије која је бивала све јефтинија и практичнија, да би након Другог светског рата производња филмске траке у боји била скоро исте цене као и црно-белог филма. Филмска индустрија у САД.у је препознала важност боје као велике предности над тада новој конкуренцији филму – телевизији, која је остала црно-белом све до половине 1960-их. Крајем 1960-их, филмови у боји су постали готово правило.
Распадом великих филмских студија у 1960-им, у следећим деценијама настале су бројне промене у филмској продукцији и филмским стиловима. Разни нови покрети (попут „Француског новог таласа“, индијског „Паралелног филма“, „Јапанског новог таласа“, те „Новог Холивуда“), али и појава независних режисера који су школовани у филмским школама, довели су до значајних промена филмског медија у другој половини 20. века. Од значајнијих нових утицаја на филм треба споменути употребу дигиталних технологија од половине 1990-их.